# Hôtel de Châtillon
Ne pas confondre avec l’hôtel de Châtillon-sur-Seine situé à Châtillon-sur-Seine.
L'hôtel de Châtillon (également connu comme hôtel de Marie de Lyonne ou hôtel de Gagny ou Chatainville) est un hôtel particulier situé à côté de la place des Vosges à Paris, en France.

## Localisation
L'hôtel de Châtillon est situé dans le 4e arrondissement de Paris, au 10 place des Vosges. Il se trouve sur le côté est de la place, entre les hôtels de Fourcy et Lafont.

## Historique
L'hôtel date du début du XVIIe siècle.
Il est l'œuvre de Claude Chastillon (1559-1616) architecte, ingénieur et topographe royal d'Henri IV puis de Louis XIII. Cet homme de l'Art était également le "reporter personnel" du roi Henri IV. À l'initiative du bon roi Henri, il participa aux côtés de l'architecte Jacques II Andouet du Cerceau à la conception de la Place Royale, actuelle Place des Vosges. Ayant reçu du roi une parcelle sur la place, Claude Chastillon y fit construire son propre hôtel au no 10.
Les façades et toitures sont classées au titre des monuments historiques en 1920 ; l'escalier est inscrit en 1953 ; la galerie voûté est classée en 1958.